# Alfred-Hermann Reinhardt

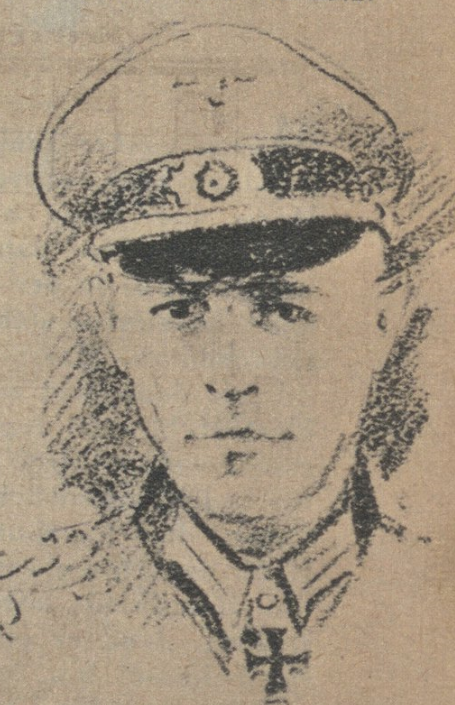
Oberst Alfred-Hermann Reinhardt

Alfred-Hermann Reinhardt (* 15. November 1897 in Affalterbach; † 14. Januar 1973 in Öhringen) war ein deutscher Generalleutnant im Zweiten Weltkrieg.

## Leben

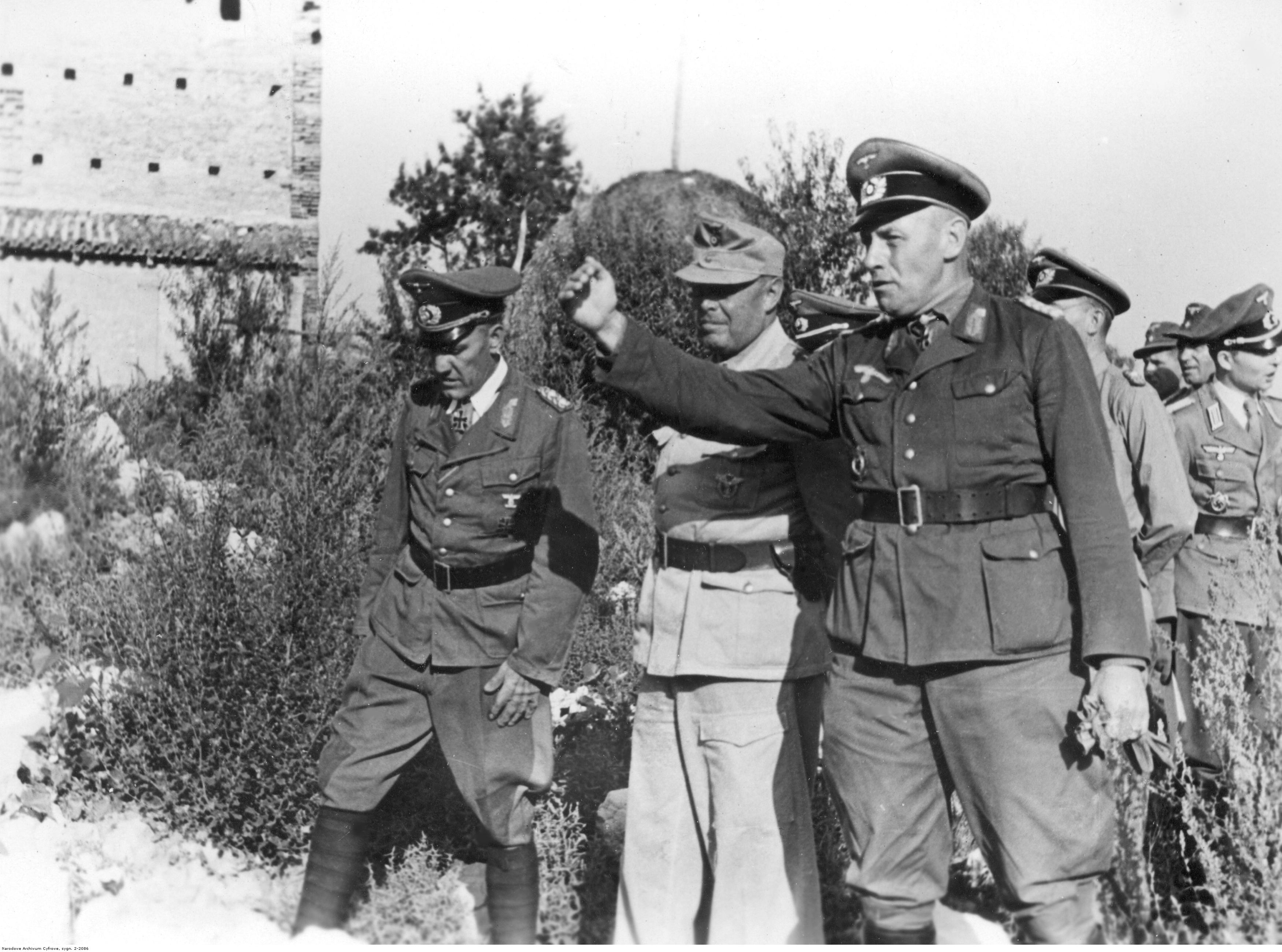
Reinhardt mit Albert Kesselring (Mitte) und Joachim Witthöft (links), Oktober 1944.

Alfred-Hermann Reinhardt trat während des Ersten Weltkriegs am 7. Januar 1916 als Freiwilliger in das Grenadier-Regiment „König Karl“ (5. Württembergisches) Nr. 123 der Württembergischen Armee ein.
Nach dem Krieg wurde er am 31. Oktober 1920 mit dem Charakter als Leutnant aus der Armee entlassen, wechselte in den Dienst der württembergischen Polizei und avancierte am 1. April 1921 zum Polizei-Leutnant.
Am 1. November 1935 wurde er als Hauptmann in die Wehrmacht übernommen. Ab 1. Dezember 1938 war er Kommandeur des Ergänzungsbataillons des Infanterie-Regiments 55 und übernahm mit dem Beginn des Zweiten Weltkriegs am 1. September 1939 das III. Bataillon im Infanterie-Regiment 490. In dieser Position wurde er am 1. März 1940 zum Oberstleutnant befördert. Am 1. November 1940 wurde er Kommandeur des II. Bataillons des kurze Zeit vorher neu aufgestellten Infanterie-Regiments 421 und am 27. Juli 1941 zum Regimentskommandeur ernannt, welches ab Mitte Oktober 1942 Grenadier-Regiment 421 hieß und der 125. Infanterie-Division unterstellt war. Vom 5. September 1943 bis 1. Oktober 1943 besuchte er als Oberst (Beförderung am 1. November 1941) einen Divisionsführer-Lehrgang, um vom 20. November 1943 bis 31. Januar 1944 als stellvertretender Führer erst der 73. Infanterie-Division und dann der 370. Infanterie-Division eingesetzt zu werden. Am 28. September 1943 hatte er für seinen Einsatz an der Ostfront als Kommandeur des Grenadier-Regiments 421 das Eichenlaub zum Ritterkreuz des Eisernen Kreuzes erhalten.
Am Anfang Februar 1944, er war gerade zum Generalmajor befördert worden, war er bis 11. April 1945 Kommandeur der 98. Infanterie-Division, welche im Mai 1944 auf der Krim vernichtet wurde und später in Kroatien neu aufgestellt wurde. Sie kam dann nach Italien und er wurde am 1. September 1944 zum Generalleutnant befördert. Am 24. Dezember 1944 erhielt Reinhardt das Eichenlaub mit Schwertern zum Ritterkreuz des Eisernen Kreuzes.
Nach dem Krieg war er ab Februar 1953 in der Gliederung des sogenannten „Unternehmens Versicherungen“, einer geplanten, geheimen Reservearmee aus ehemaligen Wehrmachtsangehörigen, Leiter des Bereichs Heilbronn (Nordwürttemberg). In die später eingerichtete Bundeswehr wurde er nicht übernommen.

## Schriften
- Staatsbürgerkunde mit besonderer Berücksichtigung der württembergischen Verfassung und Verwaltung für den Gebrauch in der württembergischen Schutzpolizei. Holland & Josenhans, Stuttgart 1925.
- Unterrichtsbuch für den Württembergischen Polizeianwärter. Holland & Josenhans, Stuttgart, mehrere Bände und Jahre.